# Billings (Tsjoekotka)
Billings (Russisch: Биллингс), door Tsjoektsjen vroeger Valkyran (Russisch: Валкыран) genoemd, is een plaats (selo), selskoje poselenieje en poolstation (Kaap Billings) in het noorden van het district Ioeltinski (tot 2008 van het district Sjmidtovski) van de Russische autonome okroeg Tsjoekotka gelegen aan de kust van de Oost-Siberische Zee, aan westzijde van de ingang naar de Straat De Long. De plaats ligt op ongeveer 220 kilometer ten noordwesten van Kaap Schmidt, op een naamloze kaap op een strandwal van het lagunesysteem dat behoort bij de oostelijker gelegen Kaap Billings. In de plaats wonen vooral Tsjoektsjen. De plaats telde ongeveer 324 inwoners begin 21e eeuw. De naam van plaats en kaap zijn afgeleid van de Britse officier en hydrogaaf Joseph Billings (1758-1806), die actief was voor de kusten van Tsjoekotka voor de Russische Keizerlijke Marine.
De vroegere Tsjoektsjische naam Valkyran betekent "aarden hut van walruskaakbeenderen" en vormt een verwijzing naar de overblijfselen van een prehistorisch Inuitkamp dat bestond uit kuilwoningen; uit hout en tanden van groenlandse walvissen opgebouwde, in de grond uitgegraven woningen. Deze Inuit hielden zich bezig met de jacht op walrussen ter zee. Deze nederzetting troffen de Tsjoektsjen aan nadat ze zich hadden gevestigd op de plek van de huidige plaats midden 19e eeuw.
In het dorp bevinden zich een bibliotheek en een Huis van Cultuur, waar traditionele Tsjoektsjische handwerken worden beoefend, zoals het maken van met mozaïeken versierde artikelen uit de huiden van zeehonden, rendieren en poolvossen. Bij de plaats bevinden zich een vuurtoren en een poolstation, dat in dienst werd genomen in 1935. Een onverharde weg verbindt de plaats met Kaap Billings, waar een jachthut staat.
Bestuurlijk centrum: Egvekinot

Amgoeëma · Billings · Ioeltin(†) · Konergino · Leningradski(†) · Mys Sjmidta · Noetepelmen · Oeëlkal · Oesjakovskoje(†) · Ozjorny · Poljarny(†) · Ryrkajpi · Vankarem · Vostotsjny(†)